# Pringsari
Pringsari is een bestuurslaag in het regentschap Semarang van de provincie Midden-Java, Indonesië. Pringsari telt 3341 inwoners (volkstelling 2010).